# Garry McCoy
Garry McCoy (Sydney, 18 aprile 1972) è un pilota motociclistico australiano ritiratosi dall'attività agonistica.

## Carriera
Esordisce nel motomondiale nel 1992 in classe 125 con la Rotax, ottenendo nei tre gran premi ai quali prende parte solo ritiri. L'anno successivo è pilota titolare con una Aprilia RS 125 R privata, con la quale ottiene 25 punti a fine stagione. La stagione 1994 lo vede in sella ad una Yamaha, con la quale ottiene 56 punti e due terzi posti (in Australia ed in Austria). La stagione successiva lo vede in sella ad una Honda, con la quale riporta la prima vittoria in carriera nel GP della Malesia, caratterizzato da una pioggia torrenziale, tanto che la direzione gara interrompe la corsa ed assegna il punteggio dimezzato. Venne però licenziato dopo 4 gare, a causa di una lite con i vertici del team. Nel 1996 torna nuovamente all'Aprilia, con la quale corre anche nel 1997; nel 1996 vince nuovamente un GP (quello d'Australia).
La stagione 1997 è migliore come punti totalizzati rispetto a quella precedente, sebbene non vinca alcun GP. Nel 1998 decide di passare in classe 500 ai comandi di una Honda NSR 500 V2 bicilindrica del team Shell Advance Racing. L'anno successivo, sostituendo l'infortunato neozelandese Simon Crafar, passa alla Yamaha YZR 500 del team Red Bull Yamaha WCM, con il quale l'australiano, sempre nello stesso anno, ottiene un terzo posto a Valencia. Il 2000, sempre col team WCM, inizia con una vittoria in Sud Africa ed un terzo posto a Sepang che lo pongono addirittura in lotta per il mondiale. Complice qualche caduta e qualche risultato deludente le aspettative si ridimensionano a metà campionato, ma ottiene altre due vittorie all'Estoril e a Valencia ed a fine anno è quinto, con 161 punti totali.
Il 2001 inizia con un secondo posto a Suzuka alle spalle di Valentino Rossi, tuttavia è costretto a saltare alcuni GP a causa di un infortunio. Rientra in occasione del GP di Germania ed in seguito ottiene altri due terzi posti in Portogallo e Malaysia. Il 2002 inizia con un infortunio nei test invernali, in più la Yamaha non gli affida la moto a quattro tempi M1, più veloce della vecchia 500 due tempi ed inoltre si aggiunge un altro infortunio che non gli permette di prendere parte a quattro Gran Premi.
La stagione successiva passa alla Kawasaki ZX-RR in MotoGP, l'unica gara di rilievo è in Francia sotto la pioggia, dove ottiene un nono posto.
Nel 2004 passa al campionato mondiale Superbike, correndo in sella ad una Ducati 999 RS del team XEROX Ducati - Nortel Networks, con la quale ottiene una vittoria nella seconda gara del GP d'Australia, e piazzandosi al 6º posto finale. Nello stesso anno partecipa anche agli ultimi tre Gran Premi del motomondiale con l'Aprilia RS Cube del team MS Aprilia Racing al posto del britannico Shane Byrne, non ottenendo però punti. In questa stagione inoltre, gareggia nel Gran Premio di Imola nel campionato italiano Superbike come wild card senza punti classificandosi tredicesimo.
Nel 2005 resta nel mondiale Superbike, passando al team Foggy Petronas Racing con una Petronas FP1, con la quale non riesce ad ottenere molti risultati a punti. Rimane così inattivo per molti mesi, sino a che Mario Illien (direttore della Ilmor) lo convoca per sviluppare la nuova X3, di 800 centimetri cubici, progettata per correre nella classe MotoGP. Proprio con l'australiano la nuova moto fa il suo esordio nel finale del 2006 e, grazie a due quindicesimi posti in Portogallo e a Valencia, diventa la prima moto di 800 cm³ ad ottenere dei punti iridati.
Nel 2008 partecipa al campionato mondiale Supersport con una Triumph 675 del team Triumph - SC, ottenendo come miglior risultato un sesto posto nella gara di casa.
Nel 2009 partecipa nuovamente al mondiale Supersport sempre con una Triumph Daytona 675 ma passando al team ParkinGO Triumph BE1. Il 28 giugno 2009 ottiene, in occasione della gara svoltasi sul circuito di Donington Park e valido come nona prova del campionato, il primo storico podio per Triumph, piazzandosi terzo dietro alla Kawasaki ZX-6R di Joan Lascorz ed alla Yamaha YZF R6 del vincitore Cal Crutchlow. Giunge sul gradino più basso del podio anche nell'ultima gara in Portogallo, chiudendo la stagione all'ottavo posto in classifica. Con lo stesso team e la stessa motocilcetta del mondiale prende parte,  in qualità di pilota wild card, al primo Gran Premio di Misano del CIV Supersport non portando a termine la gara.

## Risultati in gara

### Motomondiale

#### Classe 125
| 1992 | Classe | Moto  |  |     |     |  |  |  |  |     |  |  |  |  |  |  |  | Punti | Pos. |
| ---- | ------ | ----- |  | --- | --- |  |  |  |  | --- |  |  |  |  |  |  |  | ----- | ---- |
| 1992 | 125    | Rotax |  | Rit | Rit |  |  |  |  | Rit |  |  |  |  |  |  |  | 0     |      |

| 1993 | Classe | Moto    |    |     |     |  |  |    |    |     |    |    |    |    |   |    |  | Punti | Pos. |
| ---- | ------ | ------- | -- | --- | --- |  |  | -- | -- | --- | -- | -- | -- | -- | - | -- |  | ----- | ---- |
| 1993 | 125    | Aprilia | 10 | Rit | Rit |  |  | 22 | 16 | Rit | 16 | 14 | 14 | 16 | 7 | 10 |  | 25    | 19º  |

| 1994 | Classe | Moto    |   |    |   |    |   |    |   |     |    |     |    |  |  |  |  | Punti | Pos. |
| ---- | ------ | ------- | - | -- | - | -- | - | -- | - | --- | -- | --- | -- |  |  |  |  | ----- | ---- |
| 1994 | 125    | Aprilia | 3 | 12 | 9 | 11 | 3 | NP | 8 | Rit | 17 | Rit | 16 |  |  |  |  | 56    | 13º  |

| 1995 | Classe | Moto  |     |   |     |    |  |  |  |  |  |  |  |  |  |  |  | Punti | Pos. |
| ---- | ------ | ----- | --- | - | --- | -- |  |  |  |  |  |  |  |  |  |  |  | ----- | ---- |
| 1995 | 125    | Honda | Rit | 1 | Rit | 12 |  |  |  |  |  |  |  |  |  |  |  | 16,5  | 22º  |

| 1996 | Classe | Moto    |    |     |     |     |    |   |    |     |    |     |    |   |   |   |   | Punti | Pos. |
| ---- | ------ | ------- | -- | --- | --- | --- | -- | - | -- | --- | -- | --- | -- | - | - | - | - | ----- | ---- |
| 1996 | 125    | Aprilia | 12 | Rit | Rit | Rit | 20 | 9 | 18 | Rit | 14 | Rit | 11 | 4 | 2 | 5 | 1 | 87    | 12º  |

| 1997 | Classe | Moto    |     |   |     |   |   |   |     |   |     |    |   |    |   |   |   | Punti | Pos. |
| ---- | ------ | ------- | --- | - | --- | - | - | - | --- | - | --- | -- | - | -- | - | - | - | ----- | ---- |
| 1997 | 125    | Aprilia | Rit | 7 | Rit | 3 | 4 | 3 | Rit | 4 | Rit | 13 | 4 | 11 | 9 | 9 | 9 | 109   | 7º   |

| Legenda | 1º posto        | 2º posto            | 3º posto            | A punti      | Senza punti        | Grassetto – Pole position Corsivo – Giro più veloce |
| Legenda | Gara non valida | Non qual./Non part. | Ritirato/Non class. | Squalificato | '-' Dato non disp. | Grassetto – Pole position Corsivo – Giro più veloce |

#### Classe 500
| 1998 | Classe | Moto  |     |    |    |    |    |    |    |    |     |    |  |  |     |  |  |  | Punti | Pos. |
| ---- | ------ | ----- | --- | -- | -- | -- | -- | -- | -- | -- | --- | -- |  |  | --- |  |  |  | ----- | ---- |
| 1998 | 500    | Honda | Rit | 10 | 15 | 13 | 17 | 11 | 11 | 13 | Rit | NP |  |  | Rit |  |  |  | 23    | 17º  |

| 1999 | Classe | Moto   |  |  |  |  |  |  |    |     |    |   |   |   |   |   |   |    | Punti | Pos. |
| ---- | ------ | ------ |  |  |  |  |  |  | -- | --- | -- | - | - | - | - | - | - | -- | ----- | ---- |
| 1999 | 500    | Yamaha |  |  |  |  |  |  | 15 | Rit | 11 | 8 | 9 | 3 | 7 | 8 | 8 | 13 | 65    | 14º  |

| 2000 | Classe | Moto   |   |   |   |     |   |     |    |    |    |    |   |   |   |   |     |   | Punti | Pos. |
| ---- | ------ | ------ | - | - | - | --- | - | --- | -- | -- | -- | -- | - | - | - | - | --- | - | ----- | ---- |
| 2000 | 500    | Yamaha | 1 | 3 | 9 | Rit | 4 | Rit | 16 | 15 | 17 | 10 | 3 | 1 | 1 | 3 | Rit | 5 | 161   | 5º   |

| 2001 | Classe | Moto   |   |     |   |    |  |    |    |  |    |   |   |    |    |     |   |    | Punti | Pos. |
| ---- | ------ | ------ | - | --- | - | -- |  | -- | -- |  | -- | - | - | -- | -- | --- | - | -- | ----- | ---- |
| 2001 | 500    | Yamaha | 2 | Rit | 9 | NP |  | NP | NP |  | 11 | 6 | 3 | 12 | 12 | Rit | 3 | 10 | 88    | 12º  |

| Legenda | 1º posto        | 2º posto            | 3º posto            | A punti      | Senza punti        | Grassetto – Pole position Corsivo – Giro più veloce |
| Legenda | Gara non valida | Non qual./Non part. | Ritirato/Non class. | Squalificato | '-' Dato non disp. | Grassetto – Pole position Corsivo – Giro più veloce |

#### MotoGP
| 2002 | Classe | Moto   |     |    |    |  |  |  |  |    |   |    |    |    |    |    |    |     |  | Punti | Pos. |
| ---- | ------ | ------ | --- | -- | -- |  |  |  |  | -- | - | -- | -- | -- | -- | -- | -- | --- |  | ----- | ---- |
| 2002 | MotoGP | Yamaha | Rit | 10 | 15 |  |  |  |  | 12 | 9 | 13 | 11 | 10 | 17 | 15 | 18 | Rit |  | 33    | 20º  |

| 2003 | Classe | Moto     |    |    |    |   |    |    |    |    |    |    |     |     |     |    |    |    |  | Punti | Pos. |
| ---- | ------ | -------- | -- | -- | -- | - | -- | -- | -- | -- | -- | -- | --- | --- | --- | -- | -- | -- |  | ----- | ---- |
| 2003 | MotoGP | Kawasaki | 16 | 17 | 18 | 9 | 15 | 17 | 18 | 16 | 16 | 18 | Rit | Rit | Rit | 19 | 13 | 19 |  | 11    | 22º  |

| 2004 | Classe | Moto    |  |  |  |  |  |  |  |  |  |  |  |  |  |    |     |    |  | Punti | Pos. |
| ---- | ------ | ------- |  |  |  |  |  |  |  |  |  |  |  |  |  | -- | --- | -- |  | ----- | ---- |
| 2004 | MotoGP | Aprilia |  |  |  |  |  |  |  |  |  |  |  |  |  | 16 | Rit | 16 |  | 0     |      |

| 2006 | Classe | Moto  |  |  |  |  |  |  |  |  |  |  |  |  |  |  |  |    |    | Punti | Pos. |
| ---- | ------ | ----- |  |  |  |  |  |  |  |  |  |  |  |  |  |  |  | -- | -- | ----- | ---- |
| 2006 | MotoGP | Ilmor |  |  |  |  |  |  |  |  |  |  |  |  |  |  |  | 15 | 15 | 2     | 22º  |

| Legenda | 1º posto        | 2º posto            | 3º posto            | A punti      | Senza punti        | Grassetto – Pole position Corsivo – Giro più veloce |
| Legenda | Gara non valida | Non qual./Non part. | Ritirato/Non class. | Squalificato | '-' Dato non disp. | Grassetto – Pole position Corsivo – Giro più veloce |

### Campionato mondiale Superbike
| 2004 | Moto   |   |   |   |   |     |    |   |   |   |   |   |   |   |   |     |   |   |     |   |   |   |   |  |  |  |  | Punti | Pos. |
| ---- | ------ | - | - | - | - | --- | -- | - | - | - | - | - | - | - | - | --- | - | - | --- | - | - | - | - |  |  |  |  | ----- | ---- |
| 2004 | Ducati | 7 | 6 | 5 | 1 | Rit | 17 | 3 | 3 | 9 | 4 | 4 | 8 | 7 | 7 | Rit | 7 | 8 | Rit | 5 | 5 | 9 | 9 |  |  |  |  | 199   | 6º   |

| 2005 | Moto     |    |    |     |     |     |     |     |    |     |    |     |     |     |    |     |    |    |    |    |     |    |    |  |  |  |  | Punti | Pos. |
| ---- | -------- | -- | -- | --- | --- | --- | --- | --- | -- | --- | -- | --- | --- | --- | -- | --- | -- | -- | -- | -- | --- | -- | -- |  |  |  |  | ----- | ---- |
| 2005 | Petronas | 17 | 16 | Rit | Rit | Rit | Rit | Rit | 21 | Rit | 13 | Rit | Rit | Rit | NP | Rit | 18 | 13 | 12 | 11 | Rit | NP | AN |  |  |  |  | 15    | 22º  |

| Legenda | 1º posto        | 2º posto            | 3º posto           | A punti      | Senza punti        | Grassetto – Pole position Corsivo – Giro più veloce |
| Legenda | Gara non valida | Non qual./Non part. | Ritirato/Non class | Squalificato | '-' Dato non disp. | Grassetto – Pole position Corsivo – Giro più veloce |

### Campionato mondiale Supersport
| 2008 | Moto    |     |   |     |     |     |  |     |    |  |  |  |  |    |  | Punti | Pos. |
| ---- | ------- | --- | - | --- | --- | --- |  | --- | -- |  |  |  |  | -- |  | ----- | ---- |
| 2008 | Triumph | Rit | 6 | Rit | Rit | Rit |  | Rit | NP |  |  |  |  | 13 |  | 13    | 26º  |

| 2009 | Moto    |    |   |     |    |   |   |   |     |   |   |   |   |     |   | Punti | Pos. |
| ---- | ------- | -- | - | --- | -- | - | - | - | --- | - | - | - | - | --- | - | ----- | ---- |
| 2009 | Triumph | 14 | 7 | Rit | 15 | 8 | 7 | 6 | Rit | 3 | 8 | 8 | 5 | Rit | 3 | 98    | 8º   |

| Legenda | 1º posto        | 2º posto            | 3º posto           | A punti      | Senza punti        | Grassetto – Pole position Corsivo – Giro più veloce |
| Legenda | Gara non valida | Non qual./Non part. | Ritirato/Non class | Squalificato | '-' Dato non disp. | Grassetto – Pole position Corsivo – Giro più veloce |